# 양평 지평리 선정비림
양평 지평리 선정비림은 대한민국 경기도 양평군 지평면 지평리에 있다. 1997년 12월 20일 양평군의 향토유적 제34호로 지정되었다.

## 개요
조선조에 지평현감을 지낸 역대 현감의 선정비를 모아놓은 것인데 원래 지평면 곳곳에 흩어져 있던 것을 이곳에 모아놓았다고 한다. 이곳에는 현재 총 14기의 선정비가 세워져 있다.